# Membrana basale

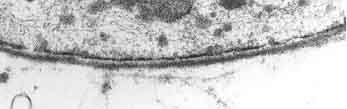
Membrana basale osservata al microscopio elettronico a trasmissione.

La membrana basale (o lamina basale) è una struttura laminare specializzata della matrice extracellulare di spessore compreso tra 70 e 300 nm; di solito fa da interfaccia tra un tessuto connettivale e un tessuto non connettivale, tipicamente epiteli.
Essa viene prodotta sia dalle cellule epiteliali che dai fibroblasti del connettivo in una forma di cooperazione.
Si può dimostrare al microscopio ottico, laddove il suo spessore sia entro il limite di risoluzione, sfruttando la sua PAS positività o la sua argentaffinità;  tuttavia, solo con la microscopia elettronica a trasmissione se ne possono distinguere i vari strati.

## Localizzazione
La membrana basale è sempre presente tra il tessuto connettivo e il tessuto epiteliale sia che quest'ultimo abbia funzione di rivestimento oppure ghiandolare, sia che abbia origine ectodermica, mesodermica o endodermica.
La sua presenza si riscontra però anche in altre sedi: sopra gli endoteli dei capillari; a circondare le fibre muscolari, dove la sua lamina reticolare si continua con quella dell'endomisio; intorno agli adipociti; a livello dei nervi periferici, esternamente alle cellule di Schwann.

## Struttura
La membrana basale osservata al microscopio elettronico a trasmissione risulta formata da tre strati:
- lamina lucida[1] (o lamina rara) (avente spessore di 10-15 nm): è occupata principalmente da glicoproteine extracellulari di adesione come la laminina (che lega da un lato recettori integrinici transmembrana e distroglicani, entrambi sporgenti sul versante basale delle cellule epiteliali, e dall'altro i proteoglicani, i glicosamminoglicani e il collagene di tipo IV della lamina densa - tale legame è mediato da un'altra glicoproteina di adesione, l'entactina o nidogenina)
- lamina densa[2] (il cui spessore varia dai 20 ai 300 nm) è formata da proteoglicani, GAGs liberi (per esempio, eparansolfato) e soprattutto da collagene di tipo IV che non forma fibre ma una sottile e resistente rete (grazie al fatto che non vengono rimossi i peptidi terminali in sede extracellulare, come accade agli altri tipi di collagene)
- lamina fibroreticolare (o lamina reticularis): costituita da fibre reticolari di collagene di tipo III, non contiene proteoglicani; fibrille di collagene di tipo VII connettono invece il collagene di tipo IV della lamina densa alla lamina fibroreticolare ancorandola ad essa. A questo legame concorrono anche i gruppi basici delle fibre collagene, che formano legami con i gruppi acidi dei GAG della lamina densa.

La lamina reticularis è sintetizzata dai fibroblasti, a differenza delle lamine lucida e densa, sintetizzate dalle cellule epiteliali.

### Struttura sandwich
In alcuni casi, quando due foglietti epiteliali si continuano senza alcun connettivo frapposto (come a livello degli alveoli polmonari e dei corpuscoli renali), la membrana basale risulta costituita da due lamine lucide e una lamina densa tra esse frapposta (motivo per cui questa struttura è nota anche come sandwich).

## Funzioni
La membrana basale ha numerose funzioni:
- Funzione meccanica: fornisce supporto fisico agli epiteli, nonché un sito di ancoraggio per le cellule.
- Regolazione delle funzioni cellulari: per esempio, contribuisce a regolarne la polarità
- Regolazione del microambiente cellulare: funziona come un filtro molecolare grazie alla rete costituita dal collagene di tipo IV presente a livello della lamina densa e ai glicosamminoglicani (sia liberi, come l'eparansolfato, sia associati in proteoglicani, come il perlecano), per via delle sfere di idratazione dei numerosi gruppi carbossilici e solforati. Questa funzione è particolarmente importante per gli epiteli che non essendo vascolarizzati scambiano le molecole per diffusione con il connettivo, il quale invece è vascolarizzato: questo scambio è regolato proprio dal filtro che è costituito dalla membrana basale.
- Supporto alla rigenerazione tissutale: in certi casi può offrire una sorta di struttura guida per le cellule che devono riorganizzarsi in seguito ad una lesione
- Sito di stoccaggio per molecole a funzione criptica: è il caso dell'endostatina, molecola ad attività angiogenetica che deriva dal collagene XVIII, e che viene liberata in seguito alla proteolisi di quest'ultimo.

## Membrana basale e lamina basale
Alcuni autori designano con il termine "membrana basale" unicamente quelle strutture contenenti tutte e tre le lamine (rara o lucida, densa, fibroreticolare) mentre riservano la denominazione lamina basale alle strutture composte soltanto di lamina lucida e lamina densa. 
Secondo questa impostazione, la membrana basale si può vedere come una struttura data da una lamina basale più una lamina reticolare. Le ragioni di questa distinzione sono dovute o al fatto che la lamina fibroreticolare è considerata parte del tessuto connettivo, o per distinguere i casi in cui questa è assente, come nelle membrane basali con struttura sandwich.
L'uso del termine lamina basale sta lentamente sostituendo quello di membrana basale, relegando il termine di membrana esclusivamente alle strutture con doppi strati fosfolipidici come la membrana cellulare. Numerosi autori invece continuano a preferire il termine di membrana basale.